# Ким Минсап
Ким Минсап (кореј. 김민섭, романизовано Kim Min-seop; 18. март 2004) јужнокорејски је пливач чија специјалност су трке делфин стилом. 

## Спортска каријера
Дебитантски наступ на међународним сениорским такмичењима имао је као петнаестогодишњак на светском првенству у корејском Квангџуу 2019. где је наступио у трци на 200 делфин коју је окончао на 32. позицији у конкуренцији 48 пливача.